# Busento
Der Busento [buˈsɛnto] ist ein etwa 16 km langer Fluss in Kalabrien im südlichen Italien und ein linker Zufluss des Crati, der sein Wasser dem Ionischen Meer zuführt. Der Busento fließt auf seiner gesamten Länge in der Provinz Cosenza.
Der Fluss wurde dadurch bekannt, dass im Jahr 410, während der Völkerwanderung, in seinem Bett der Westgotenkönig Alarich I. bestattet worden sein soll.

## Geographie

### Verlauf

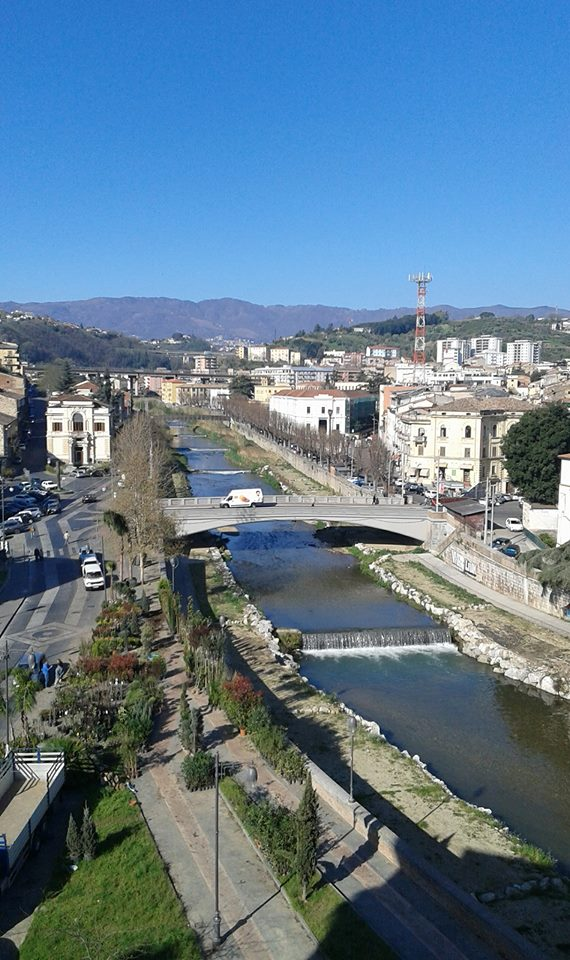
Busento in Cosenza

Der Busento entspringt im Süden des Mittelgebirges der Catena Costiera Calabrese, die sich in Kalabrien nördlich von Lamezia Terme entlang des Tyrrhenischen Meers erstreckt und über welche die Wasserscheide zwischen dem Tyrrhenischen und dem Ionischen Meer verläuft. Die Quelle liegt auf einer Höhe von etwa 1035 m s.l.m. unmittelbar östlich der Wasserscheide am oberen Ende eines Engtals und 2 km westlich des 1233 m s.l.m. hohen Monte Serratore. Der Weiler Potame 500 m westlich der Quelle gehört zur Gemeinde Domanico.
Östlich an dieser Gemeinde vorbei strömt der kleine Fluss mit starkem Gefälle in anfangs fast nördlicher Richtung das enge Tal hinunter. An dessen Ausgang weitet sich die Flussaue, die Fließrichtung wechselt für die letzten 2 km auf Nordost. Nach ungefähr 16 km mündet der Busento am Südrand der Stadt Cosenza auf einer Höhe von etwa 235 m von links in den Crati, der nach Norden weiterfließt.
Der Lauf des Busento endet 800 Höhenmeter unterhalb seiner Quelle; der Fluss hat somit ein mittleres Sohlgefälle von ungefähr 50 ‰.

### Zuflüsse
Dem Busento fließen aus kleinen Seitentälern vor allem von rechts (aus Osten) einige Bäche zu, die maximal 2 km Länge erreichen und in regenarmen Sommern mitunter trockenfallen. Das Einzugsgebiet des Flusses beträgt etwa 35 km².

### Verkehr
Auf den Höhen links seines Laufs wird der Busento von der kurvenreichen SP 257 begleitet, die Amantea am Tyrrhenischen Meer mit Cosenza verbindet. Die Straße kreuzt nahe dem südwestlichen Ortseingang von Potame in etwa 1000 m Höhe die Wasserscheide. Auf dieser Passhöhe zweigt von der SP 257 nach Osten die SP 58 ab, die ungefähr dem Verlauf der Wasserscheide folgt, die Busentoquelle südlich passiert und am Südwestfuß des Monte Serratore in die SP 59 übergeht.
Etwa 1,5 km vor seiner Mündung überquert den Busento die Autobahn A2, die von Kampanien im Norden nach Reggio Calabria im Süden führt.

## Geschichte

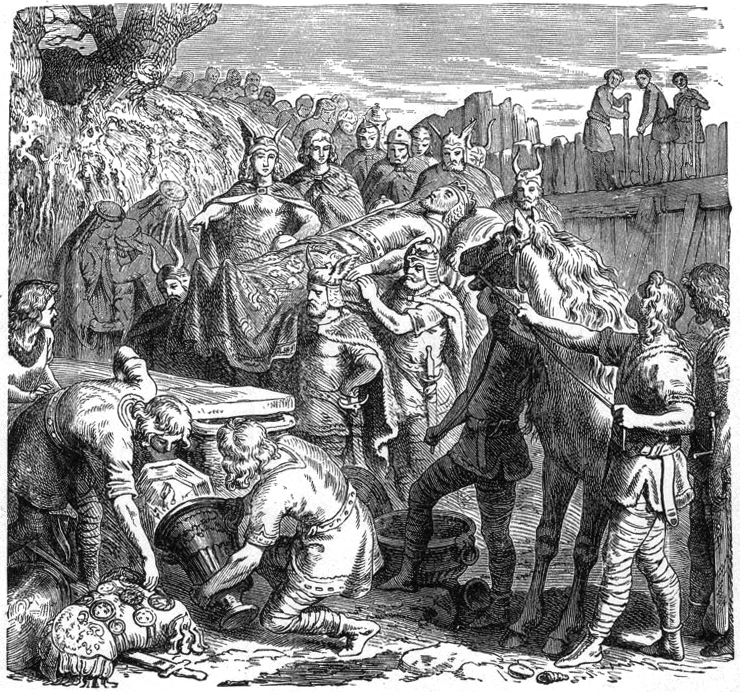
Alarichs Begräbnis (Zeichnung von 1895)

Literarisch bekannt wurde der Fluss durch das Gedicht August von Platens Das Grab im Busento. Hiernach errichteten die Westgoten ihrem König Alarich eine letzte Ruhestätte mitten im Wasser. Nach der Plünderung Roms im August 410 hatte sich Alarich mit seinen Leuten auf die Suche nach einem zur dauerhaften Niederlassung geeigneten Gebiet begeben. Sein Ziel war in Nordafrika der Küstenbereich des heutigen Tunesien gewesen, wo in der römischen Provinz Africa damals noch die Kornkammer des Weströmischen Reichs lag.
Doch in Süditalien erkrankte Alarich vermutlich an Malaria und starb noch im Jahr 410 in der Nähe von Cosenza. Er wurde laut westgotischer Überlieferung im Flussbett des Busento samt den von seinen Truppen in Rom geraubten Schätzen begraben. Zum Begräbnis sei das Wasser des Busento abgeleitet und nach der Bestattung wieder in sein ursprüngliches Bett zurückgeführt worden. Die Arbeiten wurden angeblich von Gefangenen aus Rom ausgeführt, die nach getaner Arbeit von Alarichs Soldaten getötet worden seien, damit die genaue Lage der Grabstätte für immer geheim bleibe.
Von Platens Gedicht beginnt in der Originalversion mit den folgenden Versen:
Nächtlich am Busento lispeln, bey Cosenza, dumpfe Lieder,

Aus den Wassern schallt es Antwort, und in Wirbeln klingt es wieder!

Und den Fluß hinauf, hinunter, zieh’n die Schatten tapfrer Gothen,

Die den Alarich beweinen, ihres Volkes besten Todten.
Die zeitgenössischen Quellen – etwa die Schriften des Augustinusschülers Orosius – berichten allerdings nicht von einem Grab im Flussbett. Diese Episode erscheint erst über 100 Jahre später, zur Mitte des 6. Jahrhunderts, in Jordanes’ lateinisch geschriebenem Geschichtswerk Getica (deutsch: Gotengeschichte) oder De origine actibusque Getarum (deutsch: Herkunft und Taten der Goten), und erreichte Platen wohl über das Werk The History of the Decline and the Fall of the Roman Empire des britischen Historikers Edward Gibbon, der sich in einer Fußnote auf Jordanes’ Bericht bezieht (Originalausgabe Bd. IV, S. 112: "[...] and the secret spot where the remains of Alaric had been deposited was for ever concealed by the inhuman massacre of the prisoners who had been employed to execute the work.").